# Ellen Gandy
Ellen May Gandy (ur. 15 sierpnia 1991 w Bromley) – brytyjska pływaczka specjalizująca się w stylu motylkowym, medalistka mistrzostw świata i Europy.
Uczestniczka igrzysk olimpijskich w Pekinie (2008) na 200 m stylem motylkowym (15. miejsce) oraz w Londynie (2012) na 100 (8. miejsce) i 200 m motylkiem (17. miejsce), a także w sztafecie 4 x 100 m stylem zmiennym (8. miejsce).